# Melolontha setifera
Melolontha setifera är en skalbaggsart som beskrevs av Li 2010. Melolontha setifera ingår i släktet Melolontha och familjen Melolonthidae. Inga underarter finns listade i Catalogue of Life.